# پایگاه هوایی الجراح
پایگاه هوایی الجَراح (به عربی: مطار الجراح العسکری) یک پایگاه هوایی کوچک در حوالی شهر حلب در استان حلب است. پایگاه هوایی الجَراح در نزدیکی سد الفرات واقع شده‌است.
در دوران جنگ داخلی سوریه در تاریخ ۱۲ فوریه ۲۰۱۳ میلادی، پیکارجویان مخالف بشار اسد، موفق شدند تا پایگاه نظامی الجَراح را به تصرف نظامی خود درآورند. عمران الزعبی، وزیر اطلاع‌رسانی حکومت سوریه، تأیید کرد که در جریان سقوط پایگاه الجَراح، سه فروند هواپیمای جنگنده «سالم» ولی مستعمل از فرودگاه نظامی الجراح به دست گروه دولت اسلامی عراق و شام افتاده بود.
داعش در ژانویه ۲۰۱۴ بعد از درگیری با شورشیان سوری کنترل این فرودگاه را در دست گرفت. در ۹ مارس ۲۰۱۷ ارتش سوریه حمله ای را برای تصرف این پایگاه هوایی انجام داد. در ۱۲ مه ۲۰۱۷، ارتش سوریه پایگاه هوایی الجراح را از داعش پس گرفت.